# 永田貞雄
永田 貞雄（ながた さだお、1904年1月26日 - 1993年9月30日）は、日本の興行師、浪曲師。ニッシンプロモーション（日新プロ）社長、日本浪曲協会書記長、日本プロレス興行社長。興行界のドンと呼ばれた。

## 経歴
佐賀県の杵島炭鉱の納屋頭の息子として生まれ､幼少の頃から佐賀長崎の炭鉱を転々とし、坑夫や父と共に浪曲のレコードを聞き浪曲ファンになる。小学校5年まで通った後、初代天中軒雲月に弟子入りして浪曲界に入った。
1914年、天中軒雲衛の芸名をもらい､前座で活躍するも上顎蓄膿症と扁桃腺を患う。手術後に高音が出なくなり浪曲をあきらめ佐賀県岸岳炭鉱の坑夫となる。10ヶ月坑夫をやったが浪曲をあきらめきれず天中軒雲月の兄弟分である三代目鼈甲斎虎丸の弟子になる。1年で辞め、東京の下谷西町にある浪曲事務所大谷興行部に入る。
1922年､独立し一人で浪曲興行を行うようになる。虎丸の弟子の鼈甲斎小虎丸の興行を成功させる。続いて二代目広沢虎造、天中軒女月（女雲月）、初代木村友衛の興行を成功させる。
大谷興行部にいた一番若い女浪曲師藤原朝子（本名・伊丹とめ）と結婚。永田は朝子を大成させるため徹底的にしごきあげ、初代天中軒雲月に弟子入りさせ天中軒雲月嬢（うんげつじょう）の名をつけてもらう。雲月嬢の全国的な売り出しに成功し、1929年にはハワイ興行も成功させる。
知識人の間では蔑まれていた浪曲の地位を向上させるため神奈川県葉山に別荘を持ち､金子堅太郎子爵や高橋是清首相、鈴木忠治味の素社長らの知己を得、天中軒雲月嬢の後援会に入ってもらう。1934年には遂に大看板である「（二代目）天中軒雲月」を妻に襲名させることに成功。また興行界に進出してきた山口組の二代目組長山口登とは義兄弟の間柄であった。
1940年、日本浪曲協会の書記長となり、詩人の松沢太平と共に国策浪曲(愛国浪曲）の流れを作る。
戦後は、三波春夫、春日八郎、三橋美智也らのマネージメントや海外のスターの日本興行、日本プロレスを取り仕切った。軍司貞則著の｢ナベプロ帝国の興亡。」によれば渡辺晋らは裏社会対策を永田に事実上肩代わりしてもらっていたという。
息子は、ホットスタッフ･プロモーション代表執行役員 会長兼社長の永田友純（ながた ともずみ）。

## 参考書籍
- 猪野健治『興行界の顔役』筑摩書房、2004年9月。ISBN 4-480-03979-1。 - 永田貞雄の一代記的書籍